# Beverbeek Classic
A Beverbeek Classic é uma carreira ciclista de uma única etapa que se disputa anualmente em Hamont-Achel (Província de Limburgo, Bélgica) e seus arredores, no mês de fevereiro.
Começou-se a disputar em 1998 e até 2003 foi uma competição amadora. Desde a criação dos Circuitos Continentais UCI em 2005 faz parte do UCI Europe Tour, dentro da categoria 1.2.

## Palmarés
Em amarelo: edição amador.
| Ano  | Ganhador            | Segundo           | Terceiro          |
| ---- | ------------------- | ----------------- | ----------------- |
| 1998 | Pascal Appeldoorn   | Paul van Schaelen | Steven De Cuyper  |
| 1999 | Marcel Luppes       | Eric Torfs        | Koen Dierickx     |
| 2000 | Nico Mestdach       | Kris Deckers      | Tom Boonen        |
| 2001 | Koen Das            | Jan Klaes         | Steven Persoons   |
| 2002 | Philippe Vereecke   | Tom Braem         | Mathieu Lamothe   |
| 2003 | Mark Vlijm          | Hans Dekkers      | Johan Vansummeren |
| 2004 | Não se disputou     | Não se disputou   | Não se disputou   |
| 2005 | Jarno Van Mingeroet | Hans Dekkers      | Steve Schets      |
| 2006 | Evert Verbist       | Tom Veelers       | Alain van Katwijk |
| 2007 | Nico Sijmens        | Martijn Maaskant  | Dennis Kreder     |
| 2008 | Johan Coenen        | Thomas Berkhout   | Domenik Klemme    |
| 2009 | Andreas Schillinger | Maarten Neyens    | Dennis Vanendert  |
| 2010 | Yannick Eijssen     | Edwig Cammaerts   | Grégory Joseph    |
| 2011 | Evert Verbist       | Dries Hollanders  | Sven Jodts        |
| 2012 | Tom Van Asbroeck    | Ian Wilkinson     | Alexandre Blain   |
| 2013 | Nicky Van der Lijke | Dries Hollanders  | Tom Vermeer       |
| 2014 | Rob Leemans         | Joren Segers      | Rutger Wouters    |

## Palmarés por países
| País          | Vitórias |
| ------------- | -------- |
| Bélgica       | 11       |
| Países Baixos | 4        |
| Alemanha      | 1        |